# Mænd af den rette støbning
Mænd af den rette støbning (originaltitel: The Right Stuff) er en amerikansk historisk dramafilm fra 1983 instrueret og skrevet af Philip Kaufman efter Tom Wolfes roman af samme navn fra 1979. Filmen følger starten på det amerikanske rumprogram og har bl.a. Dennis Quaid, Fred Ward og Ed Harris på rollelisten. 
Filmen vandt fire Oscars og var nomineret til fire andre, bl.a. Oscar for bedste film, Oscar for bedste mandlige birolle (Sam Shepard) og Oscar for bedste scenografi.

## Modtagelse
The Right Stuff fik meget god modtagelse af filmkritikerne og har opnået så meget som 97 % på Rotten Tomatoes (juni 2009). Den kendte filmkritiker Roger Ebert gav den topkarakter i sin anmeldelse i 1983, og i 2002 opførte han den på sin liste over «Great movies».
Til trods for gode anmeldelser blev filmen ingen stor publikumssucces og indbragte kun $21,5 millioner i de amerikanske biografer (noget som var over $5,5 millioner lavere en dens produktionsomkostninger). Den endte på en 33. plads over de mest indbringende film i USA i 1983.

## Medvirkende
| Skuespiller         | Rolle                                                  |
| ------------------- | ------------------------------------------------------ |
| Sam Shepard         | Chuck Yeager                                           |
| Scott Glenn         | Alan Shepard (Freedom 7)                               |
| Ed Harris           | John Glenn (Friendship 7)                              |
| Dennis Quaid        | Gordon Cooper (Faith 7)                                |
| Fred Ward           | Gus Grissom (Liberty Bell 7)                           |
| Barbara Hershey     | Glennis Yeager                                         |
| Kim Stanley         | Pancho Barnes (ejer af Happy Bottom Riding Club-baren) |
| Veronica Cartwright | Betty Grissom                                          |
| Pamela Reed         | Trudy Cooper                                           |
| Scott Paulin        | Deke Slayton (Delta 7)                                 |
| Charles Frank       | Scott Carpenter (Aurora 7)                             |
| Lance Henriksen     | Wally Schirra (Sigma 7)                                |
| Donald Moffat       | Lyndon B. Johnson (vicepræsident)                      |
| Levon Helm          | Jack Ridley / Fortælleren                              |
| Mary Jo Deschanel   | Annie Glenn                                            |
| Scott Wilson        | Scott Crossfield (testpilot)                           |
| Kathy Baker         | Louise Shepard                                         |
| Mickey Crocker      | Marge Slayton                                          |
| Susan Kase          | Rene Carpenter                                         |
| Mittie Smith        | Jo Schirra                                             |
| Eric Sevareid       | Himself (nyhedsoplæser)                                |
| William Russ        | Slick Goodlin (testpilot)                              |
| Chuck Yeager        | Fred (bartender)                                       |
| John P. Ryan        | T. Keith Glennan (NASA-administrator)                  |

## Ekstern henvisning
- Mænd af den rette støbning på Internet Movie Database (engelsk)
- Mænd af den rette støbning på Filmdatabasen
- Mænd af den rette støbning på Scope
- Mænd af den rette støbning i Svensk Filmdatabas (svensk)
- Mænd af den rette støbning på AlloCiné (fransk)
- Mænd af den rette støbning på MovieMeter (nederlandsk)
- Mænd af den rette støbning på AllMovie (engelsk)
- Mænd af den rette støbning hos American Film Institute (engelsk)
- Mænd af den rette støbnings profil hos Encyclopædia Britannica Online (engelsk)
- Mænd af den rette støbning på Turner Classic Movies (engelsk)